# Mislim, dakle jesam
Mislim, dakle jesam (latinski Cogito ergo sum) je izreka francuskoga filozofa René Descartesa koju je objavio 1637. u djelu Rasprava o metodi.
Ideja nije bila nova, jer ju je prije njega Sveti Augustin (latinski: Aurelius Augustinus Hipponensis) objavio u svojem djelu De civitate Dei u obliku „Si enim fallor, sum“ (Ako se varam, postojim).

## Vanjske poveznice
- Filozofija.org